# Cristatogobius aurimaculatus
Cristatogobius aurimaculatus är en fiskart som beskrevs av Akihito och Katsusuke Meguro 2000. Cristatogobius aurimaculatus ingår i släktet Cristatogobius och familjen smörbultsfiskar. Inga underarter finns listade i Catalogue of Life.